# Фуцзянь Тяньсинь
«Фуцзянь Тяньсинь» (кит. упр. 福建天信足球俱乐部) — бывший китайский футбольный клуб из города Фучжоу провинции Фуцзянь, выступавший в третьем дивизионе. Домашней ареной клуба являлся Олимпийский центр Хайся, вмещающий 59,562 человек.

## История клуба
Футбольный клуб «Фуцзянь Тяньсинь» был основан Шэнь Вэньцэ в 2005 году как любительский. Несколько лет принимал участие в розыгрыше любительских лиг в Фучжоу. 16 января 2017 года клуб получил профессиональный статус, а его целью стало выступление и отбор для участия в в розыгрыше второй лиги. В сезоне 2017 года главным тренером команды был назначен Чжао Туцян. После победы в 2017 году в Футбольной Суперлиге Фуцзяна, команда попала во второй раунд Любительской лиги Китая, после которого отобралась в третий раунд. На этапе плей-офф команда победила «Хубэй Чуфэн Хэли», однако проиграла «Цицикар Чжунцзянь» и «Яньбянь Бэйго», в итоге смогла занять только седьмое место в Любительской лиге розыгрыша 2017 года. Однако, после отказа от участия команд  «Чжаоцин Хэнтай», «Чэнду Синчэн» и «Шанхай Цзюцзю»,а также невозможности изменения статуса для «Цицикар Чжунцзянь» и «Лхаса Урбан», клуб в итоге получил возможность принять участие во второй лиге.
28 мая 2018 года команда переехала с домашней площадки Стадион Фучжоу в Олимпийский центр Хайся.
3 февраля 2020 года команда была лишена права выступать во второй лиге из-за невозможности выполнить финансовые обязательства по зарплатам и бонусам. 15 мая команда объявила о решении финансовых проблем, переехала в Ниндэ, сменила название на «Фуцзянь Ниндэ», однако не смог снова получить место во второй лиге.